# Selago caerulea
Selago caerulea är en flenörtsväxtart som beskrevs av Robert Allen Rolfe. Selago caerulea ingår i släktet Selago och familjen flenörtsväxter. Inga underarter finns listade i Catalogue of Life.